# Surprise (Arizona)
Surprise város az USA Arizona államában, Maricopa megyében. Lakosainak száma 143 148 fő (2020. április 1.).

## Népesség
A település népességének változása:

| 2010 | 117 517 |
| 2020 | 143 148 |